# Neostorena
Genre
Neostorena est un genre d'araignées aranéomorphes de la famille des Zodariidae.

## Distribution
Les espèces de ce genre sont endémiques d'Australie.

## Liste des espèces
Selon World Spider Catalog (version 17.5, 19/10/2016) :
- Neostorena grayi Jocqué, 1991
- Neostorena minor Jocqué, 1991
- Neostorena spirafera (L. Koch, 1872)
- Neostorena torosa (Simon, 1908)
- Neostorena venatoria Rainbow, 1914
- Neostorena victoria Jocqué, 1991
- Neostorena vituperata Jocqué, 1995

## Publication originale
- Rainbow, 1914 : A new Victorian araneiad. Australian Zoologist, vol. 1, no 1, p. 21-23 (texte intégral).